# 西澤裕子
西澤 裕子（にしざわ ひろこ、1929年 - 没年不明)は、日本の小説家、脚本家。

## 経歴・人物
長野県出身。実践女子大学、早稲田大学文学部芸術学科卒。
俳優座養成所・演出研究生をへて、1955年、日活脚本部と契約。松竹京都撮影所シナリオ養成所等を経て、シナリオ活動を展開している。主なシナリオ作品に映画「黎明八月十五日」「大奥」、テレビ　信濃三部作「絹の家」「文子とはつ」「白き牡丹」など。
3000本を超すシナリオがある一方、舞台演出も手掛けている。

## 脚本
- 『黎明八月十五日』(1952年）
- 『悲劇の将軍 山下奉文』（1953年）
- 『初夜なき結婚』（1959年）
- 『太陽と血と砂』（1960年）
- 『若者に夢あり』（1962年）
- 『大奥』（1968年）
- 『尼寺(秘)物語』（1968年）
- 『制覇』（1982年）

## 単行本
- 『絹の家』（信濃三部作）（1976年1月三笠書房）
- 『文子とはつ』（信濃三部作）（1978年1月小学館）
- 『風の盆』 (1981年3月 日本放送出版協会)
- 『SADA』（1998年3月 中央公論社)
- 『HOKUSAI』（1994年5月 文藝春秋）
- 『朝焼けの輪舞(ロンド)』（1995年5月講談社）
- 『波斯の末裔』（1999年6月 講談社）
- 『ラピスラズリの紋章』（2004年10月小学館）
- 『北斎-宇宙をデザインす―時を超え国を超えた画人-』（2006年11月 農山漁村文化協会）